# Basilique Saint-Georges de Rabat
Cette  basilique n’est pas la seule basilique Saint-Georges.
La basilique Saint-Georges, également connu sous le nom d'église collégiale Saint-Georges (en maltais : San orġ) est une basilique catholique du diocèse de Gozo située à Rabat, sur l'île de Gozo (Malte).

## Historique

### Origine
La paroisse a été fondée à l'époque byzantine sous le règne de l'empereur Théodose Ier au IVe siècle. Le principal temple païen romain de Gozo avait été transformé par un missionnaire grec en une église chrétienne dédiée à saint Georges. La présence de l'église est également confirmée dans des sources manuscrites vers 1250, quand elle est enregistrée comme étant une église paroissiale. Elle a également été répertoriée comme l'une des paroisses de Gozo où des indulgences pouvaient être obtenues en faveur d'une bulle papale du pape Nicolas V pour l'année sainte de 1450. Considérant que l'église paroissiale a été créée à l'époque byzantine, la liturgie était célébrée dans le rite byzantin plutôt que le rite latin jusqu'en 1575. Ce fut la dernière église à célébrer la liturgie byzantine dans l'île avant le passage au rite romain.
L'église a été reconstruite à plusieurs reprises au cours du Moyen Âge en raison de la population croissante de l'île. En 1511, un scriptura apostolica déclara que l'église Saint-Georges était l'église paroissiale de Gozo, couvrant ainsi toute la population de Gozo. Il est également rapporté que le curé de la paroisse durant la moitié du XVIe siècle, le père Lorenzo De Apapis (1501-1586), fut fait prisonnier avec la plupart des habitants de l'île et amenés à Constantinople par les envahisseurs ottomans en 1551. Le père De Apapis réussit à acheter sa liberté quelques années plus tard, revint à Gozo et reconstruisit l'église Saint-Georges, gravement endommagée. De même, elle subit plusieurs reconstructions, notamment en 1583 et 1598.

### L'église actuelle
Elle a été commandée par le grand maître Alof de Wignacourt, grand-maître de l'ordre de Saint-Jean de Jérusalem en 1603, lorsqu'il a chargé Vittorio Cassar de démolir les bâtiments susceptibles de couvrir une attaque de la Cittadella et de reconstruire l'église paroissiale Saint-Georges. Bien que ce ne soit qu'après 1670, lorsque le pape Clément X publia un décret autorisant l'utilisation des fonds provenant du Saint-Siège, que la construction commença véritablement. La première pierre fut posée le 7 août 1672, elle fut achevée en 1678 et consacrée le 21 septembre 1755 par Mgr Paul Alphéran de Bussan, archevêque de Malte. À l'époque, c'était la plus grande église chrétienne de l'île et la première église de Gozo à être construite sous la forme d'une croix latine. Les archives de la visite de l'archevêque Paul Alphéran de Bussan en 1744 soutiennent que l'église Saint-Georges fut l'une des premières paroisses érigées dans le diocèse de Malte.

### L'union de deux paroisses
En 1630, Pier Francesco Pontremoli, vicaire général du diocèse de Malte, proposa l'union des deux paroisses de Gozo — celle de l'Assomption à la Citadelle et celle de Saint-Georges — en raison de conflits et de rivalités entre les deux curés de la paroisses. Ainsi, il fut décidé que l'administration de la paroisse Saint-Georges serait placée sous l'autorité de l'archiprêtre de la cathédrale Notre-Dame-de-l'Assomption. Mais une telle union ne fut pas possible si une raison valable n'était pas identifiée. Entre-temps, l'église paroissiale Saint-Georges fut reconstruite et achevée en 1678. C'est le 28 avril 1688 que Mgr Davide Cocco Palmieri créa quatre nouvelles paroisses à Gozo et réunit les deux paroisses de Rabat. Cette union dura 266 ans jusqu'au 1er août 1955, date à laquelle l'archevêque de Gozo, Giuseppe Pace, mit fin à cette union injuste entre les deux paroisses en signant le décret Cum hodiernis temporibus, dans lequel il rendit à la paroisse Saint-George sa liberté pour mener à bien son activité pastorale.
Le début de la construction de la basilique date de 1672 ou 1678 suivant les sources ; elle a été reconstruite après un tremblement de terre survenu en 1693 (façade terminée en 1818, le dôme au cours du XXe siècle).

### Nouvelle façade
La première modification architecturale majeure de l'église, après sa reconstruction, eut lieu en 1818, date à laquelle la façade fut reconstruite à la suite d'un tremblement de terre qui frappa Gozo le 1er février 1697, 20 ans après son achèvement. Elle fut réalisée par Salvatore Bondi.

### Agrandissement
Dans les années 1930, l'église fut agrandie avec l'ajout des nefs et des chapelles latérales. Entre 1939 et 1940, le dôme de l'église fut reconstruit à la suite des dégâts causés par les tremblements de terre de 1693 et 1789. Le toit a également été reconstruit dans le style romain entre 1938 et 1939. L'inauguration de l'église nouvellement agrandie eut lieu le 28 juillet 1940 par Mgr Mikiel Gonzi.

### Basilique mineure
Le 6 septembre 1958, l'archiprêtre Cefai annonça à la congrégation rassemblée que l'église était honorée du titre de basilique. Le décret Merito dilaudatur templum, du 6 septembre 1958, confirmait la décision du pape Pie XII selon laquelle l'église paroissiale était honorée du titre de basilique, la première église paroissiale de Gozo à être élevée à cette dignité. À ce titre, la basilique reçut certains privilèges, tels que la préséance sur les autres églises, l'ombrellino et le tintinnabule.
Ces objets sont transportés dans toutes les processions auxquelles participe le chapitre collégial. De plus, l'église a acquis le droit d'ajouter le symbole papal des clés croisées sur les bannières, les meubles et le sceau de la basilique.

### L'église collégiale
Le 8 décembre 1975, Mgr Nikol Ġużeppi Cauchi établit le premier chapitre de la nouvelle collégiale pontificale. Il décréta qu'elle serait sous l'autorité de la basilique Saint-Jean-de-Latran. Au total, Gozo compte cinq chapitres collégiaux, tous avec leurs privilèges et leurs insignes particuliers, mais c'est le seul chapitre collégial pontifical du diocèse.
L'église est inscrite à l'Inventaire national des biens culturels des îles maltaises.

## Œuvres d'art
Elle est appelée « l'église dorée » de Gozo car elle est entièrement recouverte de marbre et de stuc doré. Elle abrite deux œuvres d'art du célèbre peintre Mattia Preti : il s’agit du retable principal représentant saint George avec le dragon et un tableau représentant les Âmes saintes dans une chapelle latérale.

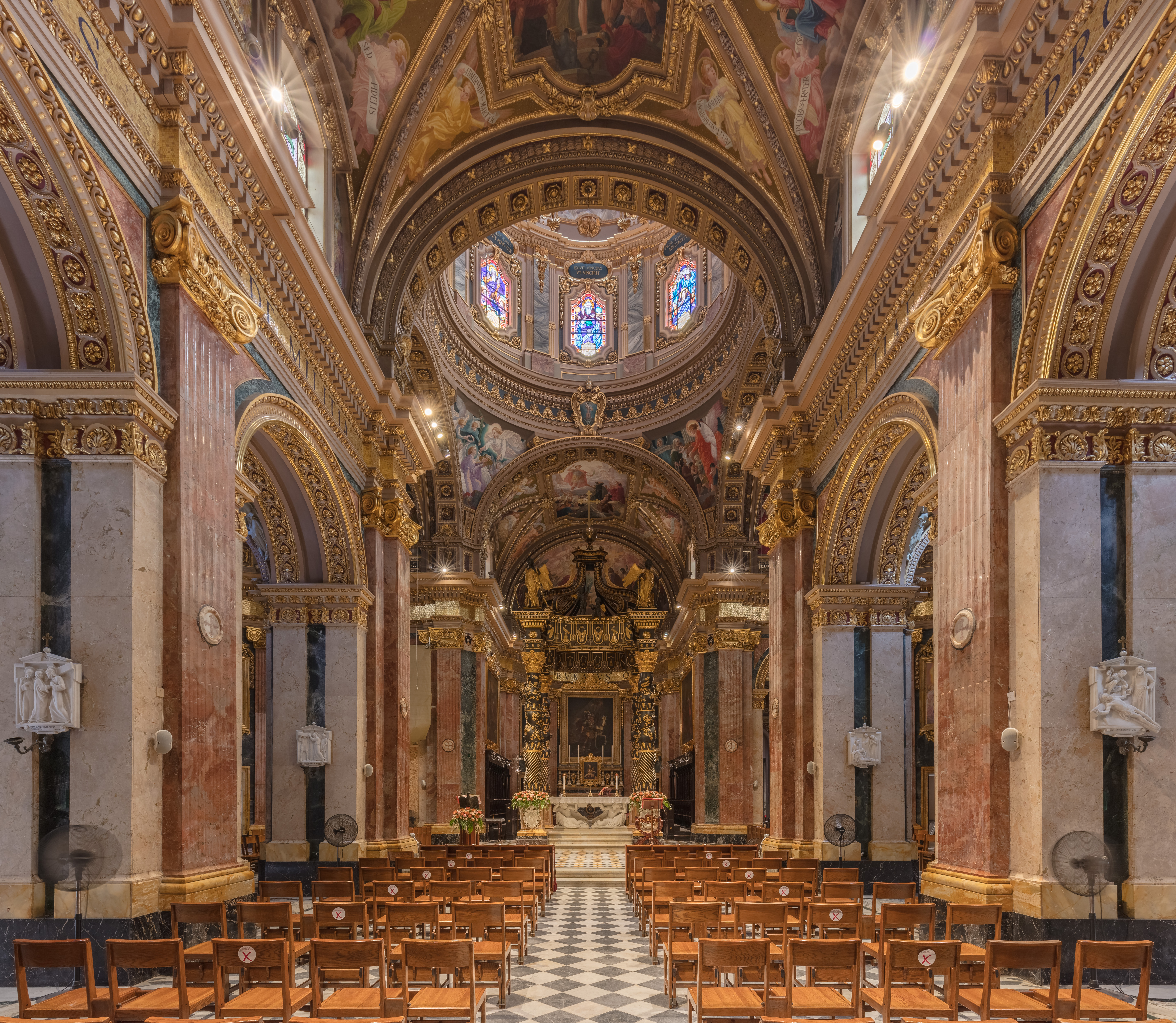
Vue d'ensemble de l'intérieur de la basilique Saint-Georges de Rabat. Aout 2021.
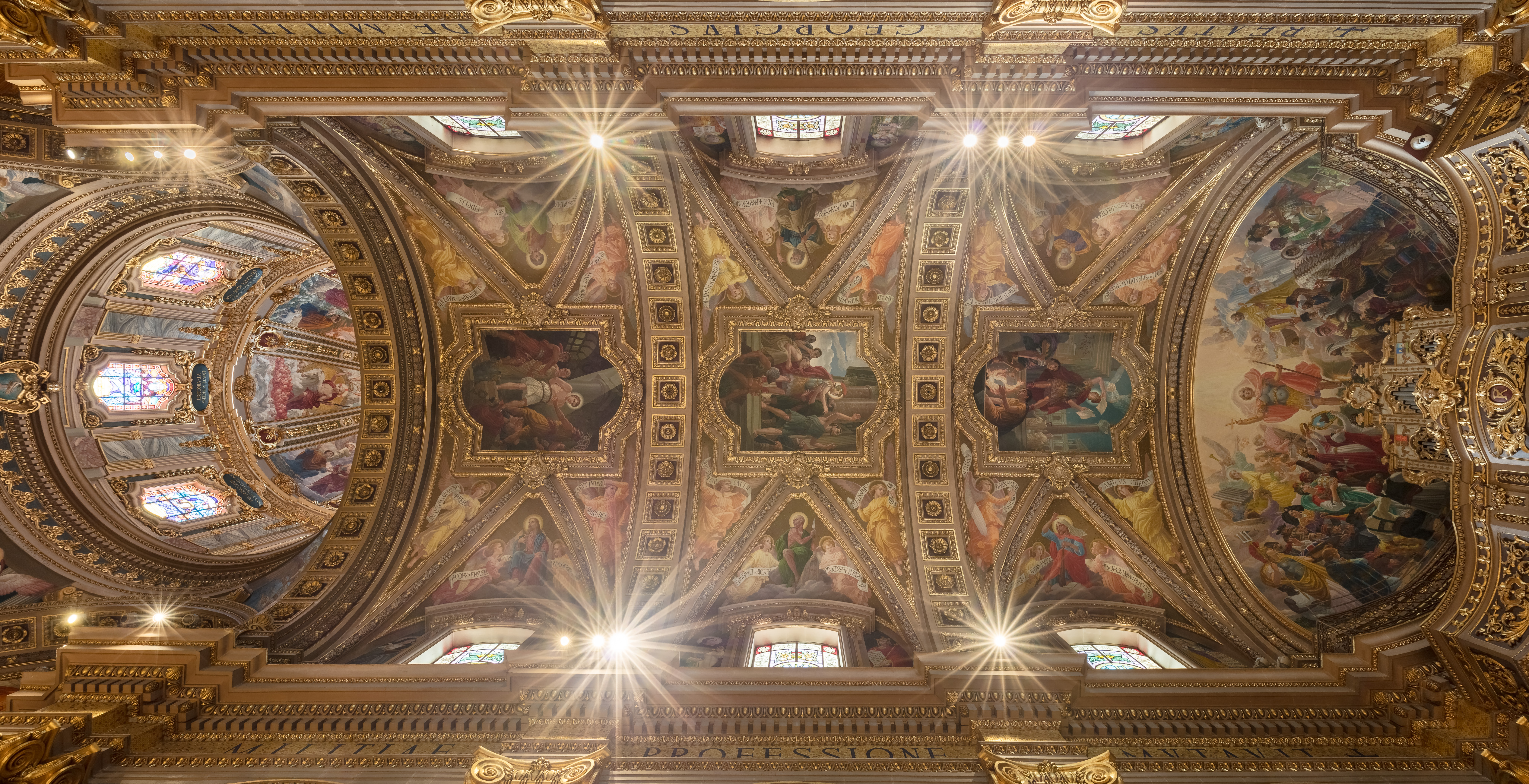
Au plafond de la basilique. Aout 2021.
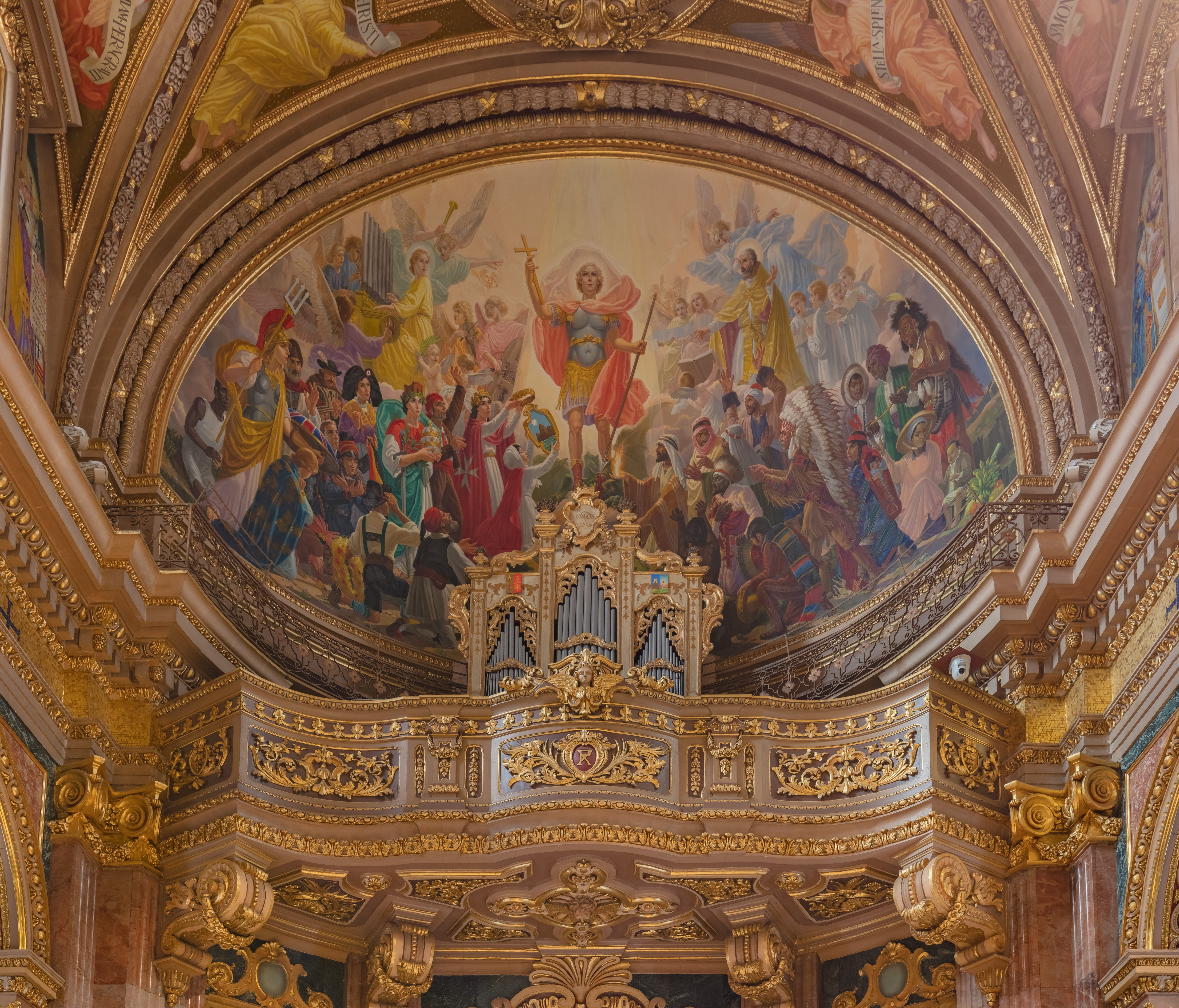
Balcon, orgue et fresques à la basilique. Aout 2021.

### Retable
En 1678, le gouverneur de Gozo, Don Francesco de Corduba, commanda à Mattia Preti un nouveau retable pour l'église Saint-George. Ce tableau, considéré comme l'un des tableaux les plus importants de Gozo, représente saint George triomphant du dragon. Les armoiries du donateur sont représentées dans le coin inférieur gauche du tableau.

### Chapelles latérales
La basilique compte onze chapelles latérales. En partant du côté gauche de la basilique, en entrant par la porte principale, on trouve la chapelle Saint-Paul avec un autel baroque et un tableau représentant saint Paul et l'Immaculée Conception de Stefano Erardi (1699). Ensuite, la chapelle saint Alphonse de Liguori, qui ne possède pas d'autel, abrite une toile à l'huile ovale représentant le saint Alphonse du peintre maltais Ramiro Cali, commandée en 1925. Il y a également la chapelle Saint-Michel-Archange représenté dans une mosaïque réalisée à Rome en 1963 d'après un tableau plus ancien qui se trouve maintenant dans le musée de la basilique. La chapelle suivante contient un autel baroque dessiné par Francesco Zahra et réalisé entre 1759 et 1761 par Giovanni Antonio Durante. La chapelle est dédiée aux saintes âmes du Purgatoire et comporte un tableau de Mattia Preti. La dernière chapelle à gauche est dédiée à Jésus et à Marie. Il contient un tableau d'Alession Erardi représentant le Christ Sauveur et la Vierge avec saint Ignace de Loyola et saint François Xavier (1723). Cette chapelle contient également une statue en bois de Jésus et de Marie réalisée par Sigismondo Dimech entre 1802 et 1807.
De l'autre côté, en partant du côté droit du chœur, se trouve la chapelle néo-byzanntine de la Sainte-Croix et du Saint-Sacrement. Vient ensuite la chapelle saint Gaétan de Thiène, il y a quelques années encore, avant la construction de la chapelle, contenait l'autel de la Sainte-Croix. Cette chapelle abrite également une statue de saint Georges (1839) et la statue du Christ ressuscité (1996). La peinture représentant saint Gaétan de Thiène a été retirée et se trouve maintenant dans le musée de la basilique. Vient ensuite la chapelle saint Lazare qui contient un tableau de la résurrection de Lazare de Giuseppe D'Arena. La chapelle suivante est dédiée à saint Joseph et contient un autel baroque et un tableau de Giuseppe Cali représentant la Sainte Famille (1899). La chapelle suivante, qui n'a pas d'autel, est dédiée à sainte Thérèse de Lisieux et contient une petite toile à l'huile ovale représentant la sainte par Ramiro Cali. La dernière chapelle, dédiée à sainte Catherine d'Alexandrie, contient un autel baroque avec un tableau représentant le Mariage mystique de sainte Catherine par Giuseppe d’Arena.

### Rénovation intérieure
Entre 1945 et 1954, l'église subit d'importants changements qui modifièrent son apparence interne. En 1945, les travaux de décoration de la coupole ont commencé avec la représentation du thème de l'Apocalypse. Ils ont été peints par Giovanni Battista Conti, tandis que la décoration en stuc a été réalisée par Giuseppe Galea. Conti a également conçu 8 vitraux qui décorent le dôme qui a été inauguré en 1949. La même année, un nouvel ensemble de stations de croix, sculpté dans du marbre et rapporté de Rome, a été inauguré. Ils ont été conçus par Carlo Pisi et sculptés par Henreaux de Lucca. En 1952, les travaux de décoration des nefs commencèrent, tandis que la décoration des orgues récemment était achevée.
les tableaux de Mattia Preti, Giuseppe Calì, Michele Busuttil, Giuseppe Fenech, Francesco V. Zahra, Fortunato Venuti, Injazju Cortis, Ramiro Calì, Filippo Cosimo, Giuseppe D'Arena, Salvatore Bondì, Robert Dingli, Stefano Erardi, Alessio Erardi et Camilleri Cossauchi sont également mis à l'honneur dans la basilique.

### Autel baroque
Le maître-autel baroque qui ornait l'église Saint-Georges depuis 1755 a été démantelé et remplacé en 1960 à la suite de l'élévation de l'église au rang de basilique mineure. L'autel baroque a été sculpté par Claudio Durante de La Valette en s'appuyant sur les dessins de Francesco Zahra (1710-1773). L'autel contenait six types de marbre tous extraits de Sicile. Après son démantèlement, ses pièces ont disparu jusqu'à leur redécouverte en 1999. Il a alors été entièrement restauré en 2011 et officiellement inauguré et exposé à La Valette à l'Institut italien de la culture.

### Nouvel autel et baldaquin
En 1960, un nouvel autel principal a été inauguré. Il a été fabriqué à partir de marbre blanc de Carrare en s'appuyant sur les dessin de Carlo Pisi. Il représente quatre anges portant des vêtements ecclésiastiques sur leurs genoux, tout en soutenant la partie horizontale de l'autel sur leurs épaules. Le baldaquin en bronze et or sur le maître-autel a été créé en 1967 à la suite de la réforme liturgique promulguée par le concile Vatican II. La conception du baldaquin s'inspire de celui confectionné par le Bernin à la basilique Saint-Pierre de Rome.

### Statue principale
L'attraction principale reste la statue en bois du saint patron, saint Georges, sculptée dans le bois par Pietru Pawl Azzopardi en 1839. Il s'agissait de la première statue acquise par une église paroissiale de Gozo qui aurait été pensée, selon la tradition, comme un ex-voto. La statue, située sur le côté droit de la chapelle saint Gaétan de Thiène, a subi des restaurations importantes en 1903 et 1996.

### Ciboire médiéval
En 1816, lors des travaux de démolition et de reconstruction de la façade de la basilique, un très ancien ciboire appartenant fut découvert caché dans les murs de l'église. Ce ciboire, datant de l'époque médiévale (XIIe siècle), est mentionné dans divers manuscrits et documents relatifs à l'église paroissiale. Aujourd'hui, il est conservé au musée de la cathédrale de Gozo.

### Chapelle byzantine
Une chapelle de style byzantin, dont la pierre angulaire a été posée en 2002, abrite aujourd'hui le Saint-Sacrement et la Sainte Croix de la basilique. En 2004, les travaux de construction du nouveau dôme de la chapelle ont commencé et elle a été bénie par l'archiprêtre Joseph Farrugia, le 10 juillet 2005. Ce style inhabituel a été choisi pour son souligner le rapprochement avec les Églises chrétiennes d'Orient. Le but était d'aider à inculquer aux fidèles catholiques que l'Église universelle ne peut vivre qu'à travers deux poumons, celui de l'Église latine et celui des Églises d'Orient. Le dôme (ainsi que la chapelle), construit selon les plans de Vince Centorrino, comprend huit fenêtres de style byzantin et décoré de mosaïque en or. Le sol de la chapelle est recouvert de dalles en porphyre. La chapelle comprend également un tabernacle en argent massif de 7 pieds de haut, construit sous la forme de l’ancien ciboire qui était en usage à l'église jusqu’au XVIe siècle, date à laquelle il a été perdu, mais retrouvé après le commencement des travaux concernant l’ancienne façade de la basilique, environ deux siècles plus tard.

### Porte en bronze
En 2004, l'évêque Nikol Ġużeppi Cauchi a inauguré la nouvelle porte principale en bronze de la basilique, élément unique sur toute l'île de Gozo. La porte, nommée Porta Salutis, est entièrement en bronze et a été fabriquée à Vérone à partir d'un dessin de John Grima. Elle comporte huit motifs au total, avec le blason du pape Jean-Paul II au milieu, puisque c'est durant son pontificat qu'elle a été inaugurée.

### Orgue
Le premier orgue de la basilique Saint-Georges a été installé vers la fin du XVIIe siècle ou au début du XVIIIe siècle, après la reconstruction de l’église paroissiale. L'orgue, construit par Santucci en Sicile en 1781, a été installé au-dessus de la porte ouest. Plus tard, un petit orgue portable s'y ajouta pour les offices quotidiens de l'église,.
Le vieil orgue baroque se tut au milieu des années 1960 et tomba en désuétude pendant plusieurs années. Il fut remplacé par un grand orgue électronique portable, mais, à la fin des années 1990, grâce aux initiatives des pères George J. Frendo et Joseph Mercieca, l’ancien orgue a été restauré de manière professionnelle en Italie par Piero Piccioni et un nouvel orgue numérique a remplacé l’orgue électronique. En conséquence, la basilique disposait désormais d'un orgue baroque pleinement fonctionnel, pouvant être joué depuis la galerie ou depuis la console située derrière l'autel principal, ainsi que d'un orgue entièrement numérique pouvant être joué individuellement ou conjointement avec l'ancien orgue à tuyaux.
En 2004, un nouvel orgue, datant du XIXe siècle, a été offert à la basilique Saint-George par le Dr Richard Vendome, spécialiste de la musique à Oxford, organiste et fondateur du Oxford Girls' Choir. Il était auparavant abrité dans une église méthodiste au Royaume-Uni. Il a été installé en 2006.

## Événements et offices religieux

### Fête de saint Georges
La fête liturgique de saint Georges, protecteur de l'île de Gozo et saint patron de la ville, a lieu le 23 avril, mais les festivités extérieures sont célébrées en grande pompe dans la ville au cours de la semaine précédant le troisième dimanche de juillet.

### Festival international des arts de Victoria
La basilique accueille également pendant cinq semaines des événements culturels de la mi-juin à la mi-juillet, rendu possible grâce aux Victoria International Arts Festival qui est un organisme à but non lucratif. Tous les concerts et événements sont gratuits.

### Offices religieux
Les messes commencent dès 17 h 15 en semaine et à 5 h le dimanche, et sont célébrés à intervalles fréquents tout au long de la matinée et du soir. Les visiteurs viennent de toute l'île, sachant que la basilique Saint-Georges est toujours ouverte pour les accueillir. Elle est considérée comme la paroisse la plus fréquentée de l'île. En décembre, la basilique célèbre la neuvaine de Noël, c'est-à-dire neuf jours de festivités qui mènent à Noël. Des centaines de fidèles venus de tout le pays assistent à la messe de minuit. Une autre neuvaine est célébrée en préparation de la fête du saint patron saint Georges, qui attire également de nombreuses personnes.

### Musée de la basilique
En février 2013, la basilique a ouvert les portes de son nouveau musée, unique dans le pays. Le musée et le centre culturel, baptisé Heart of Gozo : Il-Hagar, présente une riche collection d'objets historiques et artistiques auparavant inaccessibles au grand public. Il accueille également occasionnellement des événements culturels et propose des expositions temporaires. Le musée, situé sur le côté gauche de la basilique, est dirigé par Mgr Joseph Farrugia, archiprêtre émérite de la basilique.

### Chœur de la chapelle Sixtine
La basilique est également le lieu de représentation de chorales de renommée mondiale, parmi lesquelles on peut citer le chœur de la chapelle Sixtine qui a donné un concert de musique sacrée. C'est le 23 avril 2006 (fête de saint Georges), que se produisit pour la première fois la chorale dans la basilique en jouant des œuvres de Palestrina, Victoria, Perosi, Bartolucci et Liberto,. La deuxième fois que la chorale chanta à l'église eut lieu le 23 février 2013, dans le cadre des célébrations d'ouverture du nouveau musée Heart of Gozo : Il-Hagar,. Ce fut la dernière fois que le chœur de la chapelle Sixtine chanta pendant le pontificat du pape Benoît XVI, qui démissionna cinq jours plus tard. La chorale a donné un concert de musique sacrée pour la troisième fois le 7 juin 2017. La basilique a également le privilège d'être la seule église de l'île de Gozo où la chorale papale se produisit.

### Communauté anglicane de la Sainte Vierge et de saint Georges
En plus d'être une église catholique, la basilique est également le principal lieu de culte de la communauté anglicane de Gozo. La communauté, dédiée à la Sainte Vierge et à saint Georges, s'est installé dans la basilique Saint-Georges le 23 avril 2005 lors d'une messe célébrée par le chanoine Tom Mendel, alors chancelier de la pro-cathédrale anglicane Saint-Paul à La Valette, au nom de l'évêque anglican Geoffrey Rowell. La communauté anglicane participe fréquemment aux offices œcuméniques dans la basilique et célèbre également des offices religieux importants, comme la fête de saint Georges le 23 avril.

## Dates importantes
- 23 avril : solennité de saint Georges
- 6 septembre : anniversaire de l'élévation au rang de basilique mineur
- 14 septembre : Exaltation de la Sainte-Croix
- 22 septembre : anniversaire de la dédicace de l'église
- 29 septembre : fête de saint Michel
- 9 novembre : solennité de la dédicace de la basilique Saint-Jean-de-Latran
- 8 décembre : anniversaire de la création du chapitre collégial
- 27 décembre : solennité de saint Jean l'évangéliste
- 31 décembre : solennité du pape Sylvestre Ier

## Archiprêtres récents
De 1688 à 1975, il n'y avait qu'un seul archiprêtre pour les deux paroisses de Victoria, en raison de l'union des deux paroisses en 1688. Le premier archiprêtre de la paroisse Saint-Georges depuis 1688, était Emmanuel Mercieca, devenu archiprêtre en 1975 à la mort de son prédécesseur Michael Cefai, dernier archiprêtre de Victoria.
- Mgr Feliċ Refalo (jusqu'en 1917)
- Mgr Alfons Maria Hili (1917-1944)
- Mgr Michael Cefai (1944-1975)
- Mgr Emmanuel Mercieca (1975-1986)
- Mgr Salv Borg (1986-1998)
- Mgr Joseph Farrugia (1998-2007)
- Mgr Paul Cardona (2007-2016)
- Mgr Joseph Curmi (2016 – présent)

## Chapitre collégial
Le 8 décembre 1975, Mgr Nikol Ġużeppi Cauchi établit le premier chapitre collégial des chanoines. Il compte aujourd'hui 13 membres.
- Mgr Mario Grech - Doyen
- Mgr Joseph Curmi - Archiprêtre
- Mgr Paul Cardona - Archiprêtre émérite
- Mgr Dr Joseph Farrugia - Archiprêtre émérite
- Mgr Karm Grech - Precentor
- Mgr Francis Xavier Calleja - Secrétaire
- Mgr Felix Tabone - Chancelier
- Mgr Giovanni Gauci
- Mgr Joseph A. Borg
- Mgr George DeBrincat
- Mgr George J. Frendo
- Mgr Emanuel Buttigieg
- Mgr Dr Joe Zammit